# Fabian Lienhard
Fabian Lienhard (* 3. September 1993 in Steinmaur) ist ein Schweizer Radrennfahrer, der auf der Strasse und bei Cyclocrossrennen aktiv ist. Er ist der Sohn des verstorbenen Radprofis Erwin Lienhard.

## Sportliche Laufbahn
2009 gewann Fabian Lienhard das Einzelzeitfahren in der Jugendklasse bei den European Youth Olympic Games. Bei den UCI-Strassen-Weltmeisterschaften 2010 belegte er Rang neun im Strassenrennen der Junioren, und er entschied eine Etappe des Grand Prix Rüebliland, eines renommierten Schweizer Junioren-Rennens, für sich. 2012 wurde er Schweizer Meister im Cyclocross (U23).
2014 gewann Lienhard die Meisterschaft von Zürich, wurde Schweizer Meister im Strassenrennen (U23) und belegte im Einzelzeitfahren Rang drei. 2018 gewann er eine Etappe der Tour de Normandie, im Jahr darauf eine Etappe der Tour du Loir-et-Cher sowie die Poreč Trophy.

## Erfolge

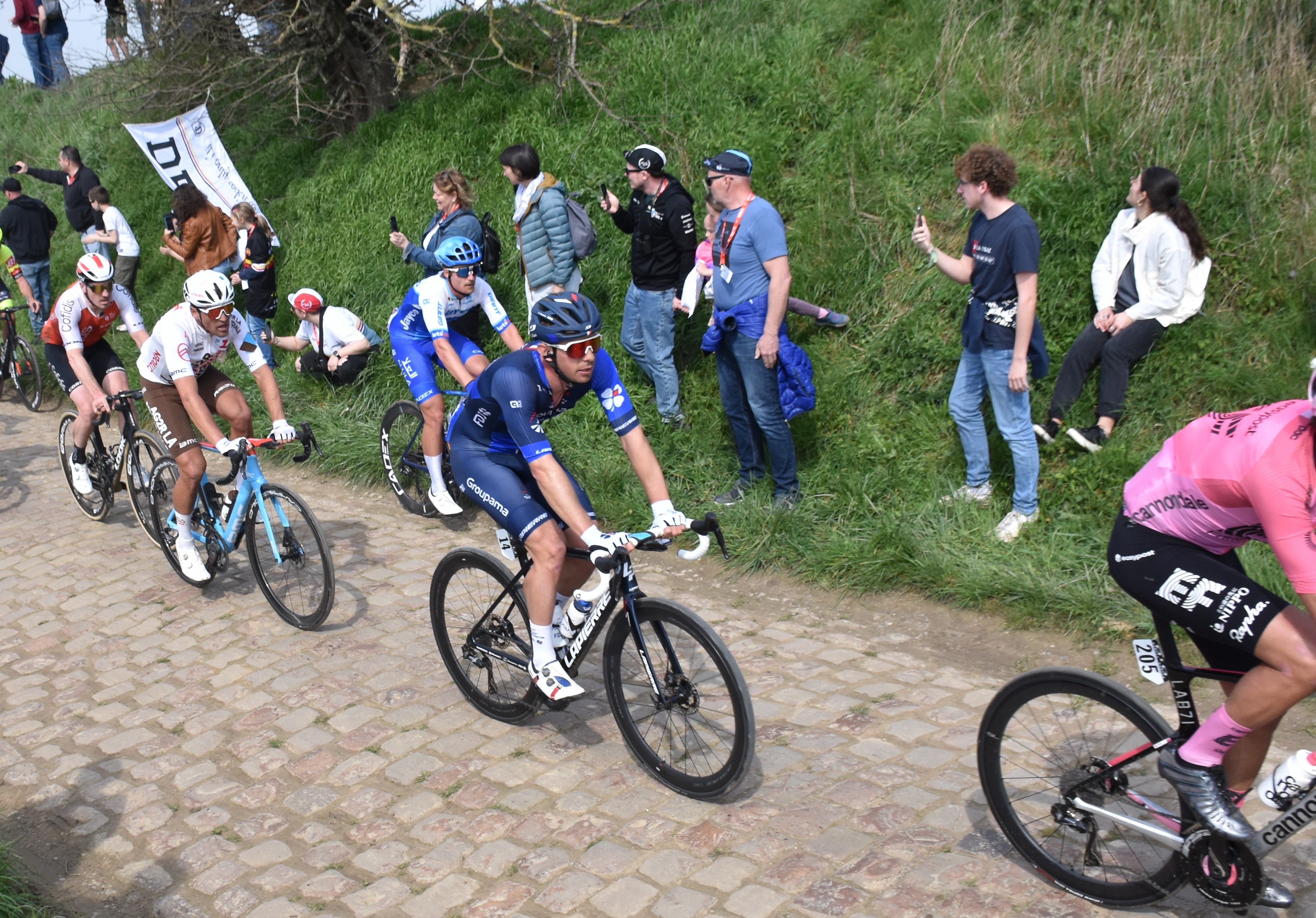
Paris-Roubaix 2023 – Pavé de Quiévy à Saint-Python – N° 14 Fabian Lienhard.

### Strasse
2010
- eine Etappe Grand Prix Rüebliland

2014
- Meisterschaft von Zürich
- Schweizer U23-Meister – Strassenrennen

2018
- eine Etappe Tour de Normandie

2019
- Poreč Trophy
- eine Etappe Tour du Loir-et-Cher

### Querfeldein
2011/2012
- Schweizer Meister (U23)

2014/2015
- Schweizer Meister (U23)

## Grand Tour-Platzierungen
| Grand Tour            | 2022 | 2023 | 2024 | 2025 |
| --------------------- | ---- | ---- | ---- | ---- |
| Giro d’ItaliaGiro     | –    | 113  | 139  | –    |
| Tour de FranceTour    | –    | –    | –    | 157  |
| Vuelta a EspañaVuelta | 122  | –    | –    |      |